# Бернска конвенция за закрила на литературните и художествените произведения
Бернската конвенция е международна спогодба по закрилата на литературните и художествени произведения. Подписана е на 9 септември 1886 г. и влиза в сила на 9 декември 1887 г.

## Държави членки
С конвенцията договарящите държави създават Бернски съюз за закрила на литературните и художествените произведения. Съгласно статистически данни на Световната организация за интелектуална собственост в Бернския съюз членуват 59 държави към 1970 г. и 165 държави към 2012 г.
България се присъединява към Бернската конвенция през 1921 г. по силата на Ньойския мирен договор.

## Характеристика
Това е първият международен договор в областта на авторското право. Установява минимални стандарти, които договарящите се страни следва да осигурят и съблюдават във вътрешното си право.
Конвенцията установява, че авторското право възниква автоматично – без да е необходимо да бъдат изпълнявани каквито и да е формалности. Установява минимален срок на закрила на произведенията, с изключение на фотографските и кинематографските творби, от 50 години след смъртта на автора.
Бернската конвенция създава система на равно третиране, която изисква държавите членки да предоставят на автори от другите договарящи се страни същия обем права, както и на своите собствени граждани.

## Принципи
Има няколко основни принципа, въведени от Бернската конвенция за закрила на авторското право.
Произведение, създадено в страна-членка на Бернския съюз, следва да получи същата закрила и в другите страни, които са обвързани с това споразумение. Тази закрила е нужно да се представи на своите граждани – принцип на националния режим.
Закрилата, която получи произведение, не е зависима от никакви формалности, процедури или регистрации и, когато бъде публично представена, тази закрила се предоставя безусловно – принцип на автоматичност на закрилата.
Закрилата, която получава произведение в страната на произхода му, не е зависима от закрилата на същото произведение в друга страна членка – принцип на независимост на закрилата.
В Бернската конвенция се регламентира и т.нар. „справедливо“ използване (fair use) на произведения.